# 나는 속았다
"나는 속았다"는 1964년 공개된 대한민국의 영화이다.

## 배역
- 신영균
- 문정숙 : 김수임 역
- 이예춘
- 임해림
- 박노식
- 김석훈
- 이대엽
- 조미령
- 태현실
- 최지희
- 김영옥